# Johan 2. af Aragonien
Johan 2. af Aragonien (29. juni 1398–20. januar 1479) var konge af Navarra (jure uxoris) fra 1425 til 1479 som ægtefælle til Blanka 1., regerende dronning af Navarra og konge af Aragonien fra 1458 til 1479. Han var søn af kong Ferdinand 1. af Aragonien og Eleonora af Alburquerque.